# 赤穂骨董市
赤穂骨董市（あこうこっとういち）とは、兵庫県赤穂市の旧赤穂城跡地にある赤穂大石神社を会場に毎月15日（赤穂事件において討ち入りが行われたのは12月14日）に開かれる骨董市である。骨董市としては兵庫県、西日本でも最大級の規模である。

## 概要
赤穂骨董市は1990年代 - 2000年代頃に骨董関係の仕事をしていた岡村の手によって第一回が開催された。当時は萬福寺で行われていたものの、来場者用駐車場などの問題もあり赤穂大石神社に開催地を移転することとなった。
初期は5-6店舗ほどしか並ばなかったものの、徐々に数を増やし、ピーク時には100店舗ほどまで出展された。2023年現在でも基本的に50店舗ほどは並ぶ。
古物商の免許を持っていれば出店することができ、一時的出店も許可されている。